# Louis Lingg

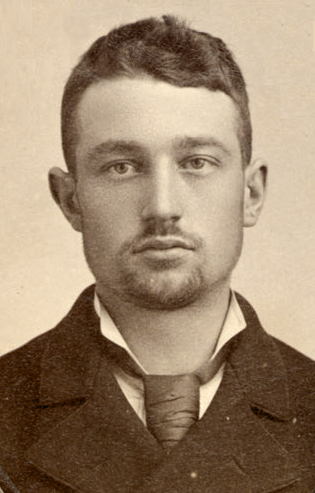
Louis Lingg 1886

Louis Lingg, geboren als Ludwig Höfler, auch Ludwig Link (* 9. September 1864 in Schwetzingen oder Mannheim; † 10. November 1887 in Chicago) war ein deutscher Anarchist und Gewerkschafter, der im Gefängnis unter ungeklärten Umständen und nach offizieller Darstellung durch Selbstmord ums Leben kam, nachdem er nach dem Haymarket Riot verhaftet worden war.

## Leben
Louis Lingg wurde als Ludwig Höfler, Sohn von Regina Höfler, geboren. 1868 erkannte der Tagelöhner Friedrich Link (1813–1877) aus Leimen das Kind als seinen Sohn an. Die Eltern heirateten und ließen sich in der Quadratestadt Mannheim im Quadrat F 5, Hausnummer 14, nieder. Dort nannte sich die Familie Lingg. Am 26. August 1870 wurde die Schwester Rosina geboren. Die kleine Familie lebte sehr bescheiden von den Einkünften des Vaters als Arbeiter in einer Holzfabrik am Neckar und der Wäscherei der Mutter. Friedrich Lingg ereilte ein Betriebsunfall. Er brach beim Einholen von Baumstämmen im vereisten Neckar ein. Er überlebte nur knapp und trug schwere gesundheitliche Folgeschäden davon. Daraufhin wurde er vom Unternehmer mit der Begründung, er habe keine Arbeit mehr für ihn, entlassen. Drei Jahre später starb Friedrich Lingg. Louis Lingg schrieb in seiner Autobiografie: „Zu dieser Zeit war ich 13 Jahre alt, meine Schwester sieben, und in diesem Alter bekam ich erstmals einen Eindruck der vorherrschenden sozialen Ungerechtigkeit und insbesondere der Ausbeutung des Menschen durch den Menschen“.
Lingg machte nach dem Besuch der Volksschule eine Tischlerlehre bei Schreinermeister Würmell in Mannheim, die er 1882 abschloss. Anschließend ging er, wie damals üblich, auf Wanderschaft nach Straßburg, später nach Freiburg, wo er der sozialistischen Organisation Arbeiterbildungsverein beitrat. Um dem militärischen Zwangsdienst zu entgehen, ging er in die Schweiz, von wo er auf Drängen der badischen Regierung 1885 abgeschoben werden sollte. Von seinem Stiefvater Johann Gaddum, den seine Mutter 1884 geheiratet hatte, erhielt er das Geld für die Überfahrt und wanderte in die Vereinigten Staaten aus. Im Juli 1885 erreichte er New York City, ging nach Chicago, arbeitete auf dem Bau als Zimmermann und trat der Internationalen Bauschreinergewerkschaft bei. Bald war er Gewerkschaftsfunktionär und Verbindungsmann zur Zentralgewerkschaft Central Labor Union.

## Haymarket

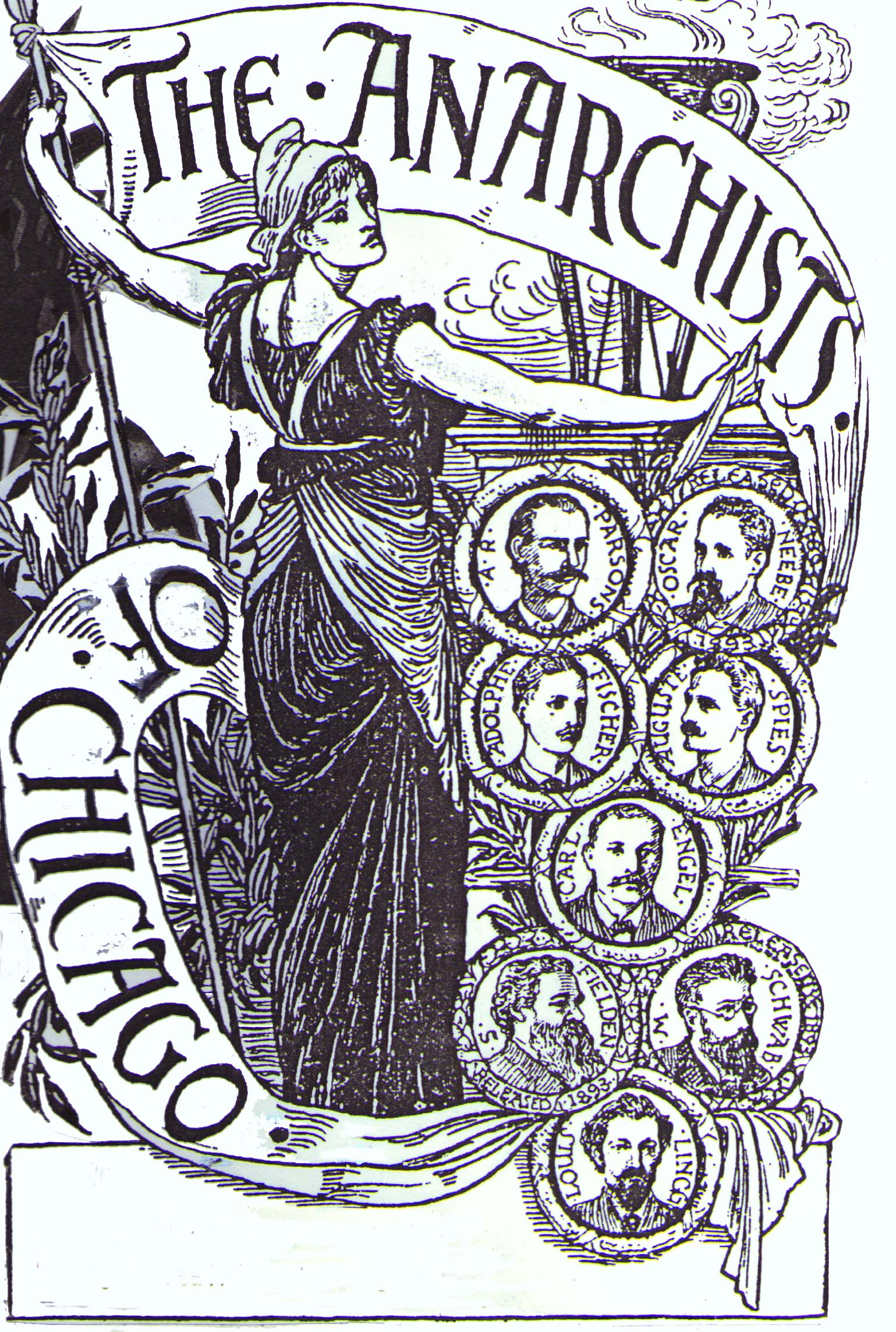
Dieser Schnitt der Anarchisten von Chicago von Walter Crane zirkulierte breit unter Anarchisten, Sozialisten und Gewerkschaftern.

Am Abend des 1. Mai 1886 fand eine Arbeiterversammlung auf dem Haymarket in Chicago statt. Nach der Haymarket-Versammlung folgte ein mehrtägiger Streik in Chicago. Am 4. Mai 1886 eskalierte die Lage am Haymarket-Square, als zwei Hundertschaften Polizei im Laufschritt aus den Seitenstraßen auf die verbliebenen 200 bis 300 Demonstranten zuliefen und jemand eine Bombe in die Menge warf. Zwölf Menschen, darunter der Polizist Mathias J. Degan, starben noch am Ort des Geschehens. Sechs weitere Polizisten erlagen später ihren Verletzungen. Die Polizei eröffnete daraufhin ungezielt das Feuer und tötete und verletzte eine unbekannte Zahl von Protestierenden.
Zu dieser Zeit war Lingg einer der Redakteure der anarchistischen Zeitschrift Der Anarchist. Da einige der Redner dieses Tages Anarchisten waren, ging man davon aus, dass ein Anarchist die Bombe geworfen hatte. Ein Beweis für eine solche Verbindung konnte allerdings nicht erbracht werden. Louis Lingg war am 4. Mai 1886 nachweislich nicht am Ort des Haymarket-Massakers zugegen, wurde aber infolge des Zwischenfalls von der Polizei gesucht und festgenommen.

## Prozess und Tod

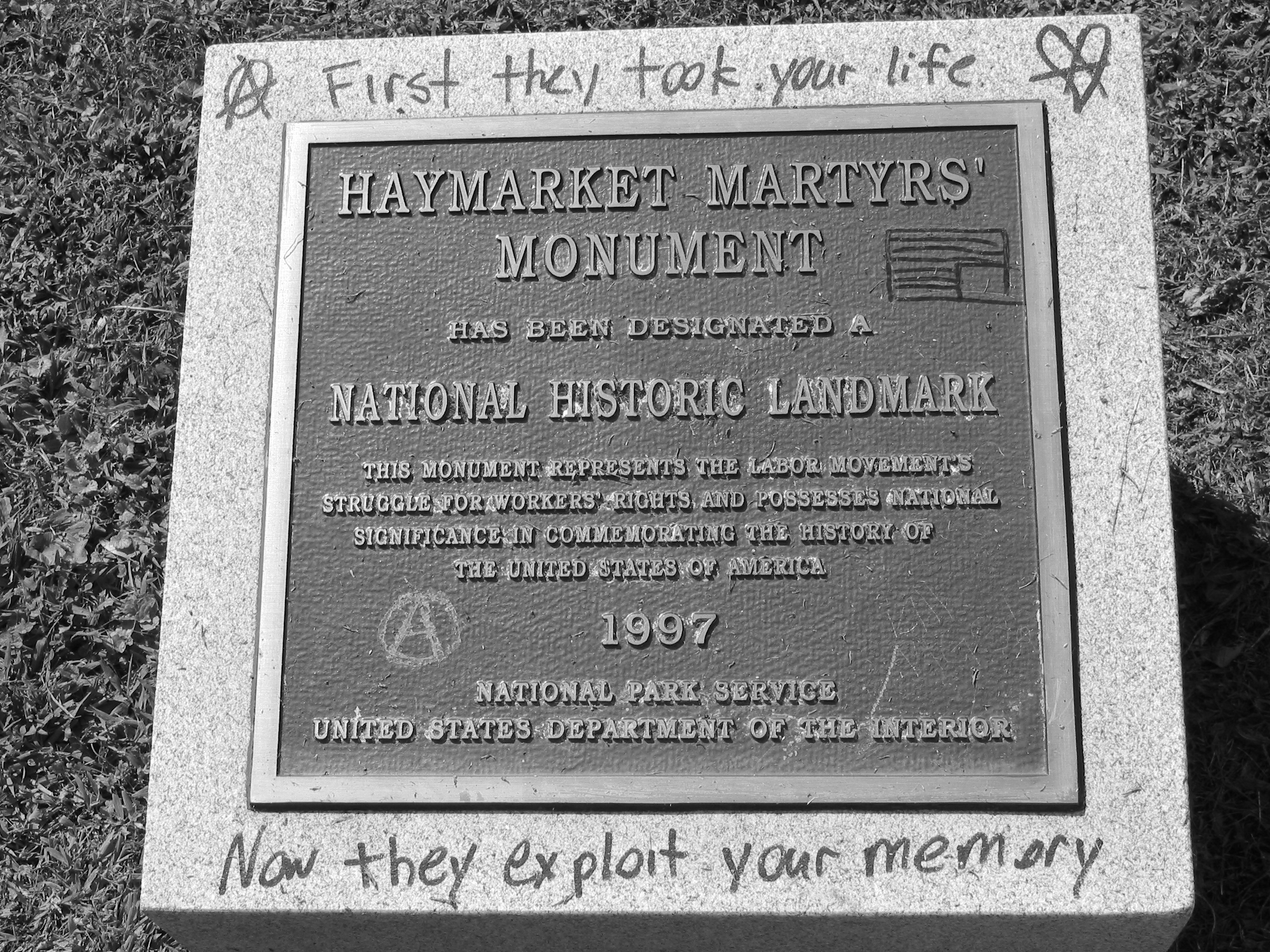
Gedenktafel für Lingg und die anderen

Zusammen mit sechs anderen Anarchisten wurde Louis Lingg am 21. Juni 1887 ohne Beweise im Zusammenhang mit der Bombe am Haymarket, wegen krimineller Verschwörung, zum Tode verurteilt, Oscar Neebe erhielt 15 Jahre Zuchthaus. Das Gericht war der Ansicht, die anarchistischen Schriften hätten den Bombenwerfer angestiftet. Lingg kommentierte das Urteil mit den Worten

„Ich sterbe glücklich am Galgen, denn ich bin überzeugt, dass die Hunderte und die Tausende, mit denen ich gesprochen habe, sich meiner Worte erinnern werden. Wenn sie uns erhängt haben, erst dann werden sie das Bombenwerfen erledigen. In dieser Hoffnung sage ich ihnen: Ich verachte Sie, ich verachte Ihren Auftrag, Ihre Gesetze, Ihre Gewaltherrschaft. Hängen Sie mich dafür.“

Während seiner Haftzeit wurden in seiner Zelle angeblich vier Bomben entdeckt. Am 10. November, einen Tag vor seiner geplanten Hinrichtung, explodierte eine mit Dynamit präparierte Zigarre beim Anzünden in seinem Mund. Nach der offiziellen Version nahm er sich mit Dynamitstangen, die man in das gesicherte und bewachte Gefängnis eingeschmuggelt haben soll, das Leben. Louis Lingg starb erst am Nachmittag gegen 15 Uhr, nach langen qualvollen Stunden mit zerfetztem Gesicht. Alles was Louis Lingg hinterließ, waren goldene Manschettenknöpfe und eine ebensolche Krawattennadel. Es war sein Wunsch gewesen, diese Habseligkeiten nach seinem Tod seiner Freundin zu übergeben, doch einer der korrupten Polizisten eignete sich die Hinterlassenschaft an.
Lingg wurde 1893 am Haymarket-Märtyrer-Monument im Waldheim Cemetery (heute Forest Home Cemetery) in Forest Park, Chicago beerdigt. Einen Tag nach der Enthüllung des Denkmals für die Märtyrer der ersten Maitage am 26. Juni 1893 rehabilitiert der neue Gouverneur John Peter Altgeld die acht Anarchisten. Er sagte: „In all den Jahrhunderten, während derer Regierungen von Menschen bestimmt und Verbrechen bestraft werden, hat kein Richter eines zivilisierten Landes jemals ein solches Urteil gefällt.“ Altgeld wurde nicht wieder gewählt, die angeblichen Täter Oscar Neebe, Samuel Fielden und Michael Schwab aber auf freien Fuß gesetzt.